# 2K Games
 (février 2020).
Si vous disposez d'ouvrages ou d'articles de référence ou si vous connaissez des sites web de qualité traitant du thème abordé ici, merci de compléter l'article en donnant les références utiles à sa vérifiabilité et en les liant à la section « Notes et références ».
2K Games est une entreprise spécialisée dans l'édition de jeu vidéo. L'entreprise est un label d’édition de Take-Two Interactive, qui possède également les labels Rockstar Games,Private Division et Zynga.

## Histoire
Le 24 janvier 2005, Take-Two Interactive a annoncé qu'elle avait acquis Visual Concepts, y compris sa filiale Kush Games et la série NBA 2K, de Sega pour 24 millions US $. Le jour suivant, Take-Two Interactive a créé le label d'édition 2K, composé des sous-labels 2K Games et 2K Sports, ce dernier se concentrant sur les jeux de sport. Plusieurs des studios de développement de Take-Two Interactive - Visual Concepts, Kush Games, Indie Built, Venom Games, PopTop Software et Frog City Software - sont devenus des studios de 2K, et Take-Two Licensing a été fusionné dans le nouveau label.
Le 21 janvier 2006, un incendie a lourdement endommagé les parties administratives et commerciales des bureaux de 2K. En juin 2007, 2K a annoncé qu'elle avait fermé ses bureaux à New York et déménagerait vers un nouvel emplacement sur la côte ouest, à savoir Novato, en Californie.
Le 10 septembre 2007, Take-Two Interactive a annoncé qu'elle avait conclu un partenariat avec Nickelodeon sur la publication de jeux basés sur leurs licences. Parallèlement à cette annonce, Take-Two Interactive a présenté un troisième label 2K, 2K Play, pour se concentrer sur les jeux occasionnels. Grâce à cette ouverture, 2K a absorbé tous les actifs de l'éditeur de gamme budgétaire de Take-Two Interactive Global Star Software, y compris le jeu Carnival Games, le studio Cat Daddy Games et les jeux basés sur Deal or No Deal.
Le 4 mai 2017, le cofondateur et président de l'époque de 2K, Christoph Hartmann, a annoncé qu'il avait démissionné de son poste.  Hartmann avait travaillé pour Take-Two Interactive pendant environ 20 ans, mais n'a pas donné de raison pour son départ. Il a rejoint plus tard Amazon Game Studios en août 2018. Il a été remplacé par l'ancien directeur des opérations David Ismailer plus tard en mai 2017. Le rôle de COO a été rempli par Phil Dixon, anciennement de Betfair, en novembre 2017, et Melissa Bell a été embauchée comme vice-présidente principale et responsable du marketing mondial en avril 2018.
Le 25 septembre 2018, 2K a annoncé 2K Foundations, un programme qui "soutiendrait les communautés mal desservies à travers le pays en rénovant les terrains de basket-ball dans les quartiers qui en ont le plus besoin". Microsoft s'associera également à 2K pour établir des stations de jeu Xbox One S sur ces terrains. 2K Foundations prévoyait de rénover 12 terrains de basket-ball dans plusieurs villes des États-Unis (y compris Cincinnati, Baltimore, Los Angeles, Chicago et Cleveland) au cours de sa première année.

## Liste des studios actifs
| Nom              | Années d'activité | Notes                                                                                              |
| ---------------- | ----------------- | -------------------------------------------------------------------------------------------------- |
| 2K Vegas         | 1988-présent      | Studio de soutien.                                                                                 |
| 31st Union       | 2019-présent      | Fondé en Février 2019 et est dirigé par Michael Condrey.                                           |
| Firaxis Games    | 2005–présent      | Acheté le 7 novembre 2005. Développeur des séries Civilization et XCOM.                            |
| Visual Concepts  | 2005–présent      | Développe des titres sous le label 2K Sports.                                                      |
| Cat Daddy Games  | 2005–présent      | Développe des titres sous le label 2K Play.                                                        |
| Hangar 13        | 2014-présent      | Studio basé à Novato en Californie créé par un ancien de chez Lucasarts. Développeur de Mafia III. |
| Cloud Chamber    | 2019- présent     | Studio focalisé sur la série BioShock.                                                             |
| Gearbox Software | 2024 - présent    | Studio racheté en juin 2024 et principalement connu pour la franchise Borderlands.                 |

## Liste des studios fermés
| Nom                | Années d'activité | Notes |
| ------------------ | ----------------- | --- |
| 2K Australia       | 2000-2015         | D’abord connu sous le nom de Irrational Games Australia, il est rebaptisé 2K Australia puis est fermé en 2015. |
| Irrational Games   | 2006–2014         | Connu sous le nom 2K Boston de 2007 à 2010. Rebaptisé en Ghost Story Games.                                    |
| 2K China           | 2006–2015         | Localisait les jeux occidentaux à destination du marché chinois. Fermé le 6 novembre 2015.                     |
| Kush Games         | 2004–2008         | Fusionna avec Visual Concepts en 2008.                                                                         |
| Venom Games        | 2004–2008         | A produit le jeu Don King Boxing.                                                                              |
| Frog City Software | 2005–2006         | Fusionna avec Firaxis Games en 2006.                                                                           |
| PopTop Software    | 1993–2006         | Fusionna avec Firaxis Games en 2006.                                                                           |
| Indie Built        | 2004–2006         | Ancien studio de Microsoft, développeur de la série de snowboard Amped. Fermé le 28 avril 2006.                |
| 2k Marin           | 2007-2013         | Développeur de BioShock 2.                                                                                     |

## Liste de jeux
Apparu en 2005, 2K Games se distingue par une variété de produits et de supports (PC, PS2, PS3,PS4, Wii, DS, GBA,Switch, Xbox , Xbox 360 et Xbox one).
| Jeu                                           | Année de sortie | Plates-formes                                                |
| --------------------------------------------- | --------------- | ------------------------------------------------------------ |
| Sid Meier's Pirates!                          | 2004            | Xbox, Windows, iOS, OS X                                     |
| Call of Cthulhu: Dark Corners of the Earth    | 2005            | Windows, Xbox                                                |
| Sid Meier's Civilization IV                   | 2005            | Windows, OS X                                                |
| Close Combat: First to Fight                  | 2005            | Windows, OS X, Xbox                                          |
| Major League Baseball 2K5                     | 2005            | Windows, PlayStation 2, Xbox                                 |
| Dungeon Siege II                              | 2005            | Windows                                                      |
| Jade Empire                                   | 2005            | Xbox, Xbox 360, Windows, OS X                                |
| Motocross Mania 3                             | 2005            | PlayStation 2, Xbox                                          |
| Serious Sam II                                | 2005            | Windows, Linux, Xbox                                         |
| Vietcong 2                                    | 2005            | Windows                                                      |
| 24 heures chrono : Le Jeu                     | 2006            | PlayStation 2                                                |
| CivCity: Rome                                 | 2006            | Windows                                                      |
| Sid Meier's Civilization IV: Warlords         | 2006            | Windows, OS X                                                |
| Dungeon Siege II: Broken World                | 2006            | Windows                                                      |
| Dungeon Siege : Throne of Agony               | 2006            | PlayStation Portable                                         |
| Prey                                          | 2006            | Windows, OS X, Xbox 360                                      |
| Sid Meier's Railroads!                        | 2006            | Windows                                                      |
| Stronghold Legends                            | 2006            | Windows                                                      |
| The Da Vinci Code                             | 2006            | Windows, PlayStation 2, Xbox                                 |
| Les Griffin, le jeu vidéo                     | 2007            | PlayStation 2, PlayStation Portable, Xbox                    |
| Sid Meier's Pirates!                          | 2007            | PlayStation Portable                                         |
| BioShock                                      | 2007            | Windows, PlayStation 3, Xbox 360                             |
| Carnival : Fête foraine                       | 2007            | Nintendo DS, Wii                                             |
| Sid Meier's Civilization IV: Beyond the Sword | 2007            | Windows                                                      |
| Les Quatre Fantastiques et le Surfer d'argent | 2007            | Nintendo DS, Wii, Xbox 360, PlayStation 2, PlayStation 3     |
| Ghost Rider                                   | 2007            | PlayStation 2, PlayStation Portable, Game Boy Advance        |
| The Darkness                                  | 2007            | PlayStation 3, Xbox 360                                      |
| The Elder Scrolls IV: Shivering Isles         | 2007            | Xbox 360                                                     |
| Civilization IV: Colonization                 | 2008            | Windows OS X                                                 |
| Sid Meier's Civilization Revolution           | 2008            | iOS, Nintendo DS, PlayStation 3, Xbox 360                    |
| Borderlands                                   | 2009            | Windows, PlayStation 3, Xbox 360                             |
| BioShock 2                                    | 2010            | Windows, PlayStation 3, Xbox 360, OS X                       |
| Mafia II                                      | 2010            | Windows, PlayStation 3, Xbox 360, OS X                       |
| Sid Meier's Civilization V                    | 2010            | Windows, Linux, OS X                                         |
| Duke Nukem Forever                            | 2011            | Windows, PlayStation 3, Xbox 360, OS X                       |
| The Darkness II                               | 2012            | Windows, PlayStation 3, Xbox 360, OS X                       |
| Spec Ops: The Line                            | 2012            | Windows, Linux, OS X, PlayStation 3, Xbox 360                |
| Borderlands 2                                 | 2012            | Windows, Linux, OS X, PlayStation 3, Xbox 360                |
| XCOM: Enemy Unknown                           | 2012            | Windows, Linux, OS X, PlayStation 3, Xbox 360                |
| BioShock Infinite                             | 2013            | Windows, Linux, OS X, PlayStation 3, Xbox 360                |
| The Bureau: XCOM Declassified                 | 2013            | Windows, OS X, PlayStation 3, Xbox 360                       |
| Sid Meier's Ace Patrol                        | 2013            | Windows                                                      |
| WWE 2K14                                      | 2013            | Windows, PlayStation 3, Xbox 360                             |
| Sid Meier's Ace Patrol: Pacific Skies         | 2013            | Windows                                                      |
| NBA 2k15                                      | 2014            | PlayStation 3, Xbox 360, PlayStation 4, Xbox One             |
| Borderlands: The Pre-Sequel                   | 2014            | Windows, Linux, OS X, PlayStation 3, Xbox 360                |
| Sid Meier's Civilization : Beyond Earth       | 2014            | Windows, Linux, OS X                                         |
| Evolve                                        | 2015            | Windows, Playstation 4, Xbox One                             |
| Sid Meier's Starships                         | 2015            | Windows, OS X                                                |
| Borderlands: The Handsome Collection          | 2015            | Playstation 4, Xbox One                                      |
| XCOM 2                                        | 2016            | Windows, Linux, OS X, PlayStation 4, Xbox One                |
| Battleborn                                    | 2016            | Windows, Playstation 4, Xbox One                             |
| BioShock: The Collection                      | 2016            | Windows, Playstation 4, Xbox One                             |
| Mafia III                                     | 2016            | Windows, Playstation 4, Xbox One, OS X                       |
| Sid Meier's Civilization VI                   | 2016            | Windows, Linux, OS X                                         |
| Borderlands 3                                 | 2019            | Windows, Playstation 4, Xbox One                             |
| XCOM: Chimera Squad                           | 2020            | Windows                                                      |
| The Quarry                                    | 2022            | Windows, Playstation 4, Playstation 5, Xbox One, Xbox Series |
| Marvel's Midnight Suns                        | 2022            | Windows, Playstation 4, Playstation 5, Xbox One, Xbox Series |